# 하도하
하도하(1978년 5월 14일 ~)는 대한민국의 트로트 가수다. 2019년 정규 앨범 《하도하 1집(사랑 때문에)》으로 데뷔했다.

## 방송
- 장윤정의 도장깨기 (2021) - Top7

## 음반
- 하도하 1집(사랑 때문에) (2019)
- 사랑의 택배기사 (2020)